# Ancla de confianza
En sistemas criptográficos con estructura jerárquica, un ancla de confianza es una entidad de autoridad cuya confianza se asume y no es derivada.
En la arquitectura X.509, un certificado raíz sería el ancla de confianza del que toda la cadena de confianza deriva. El ancla de confianza tiene que estar en posesión de la parte fidedigna por adelantado para hacer cualquier validación de ruta del certificado.
En la mayoría de los sistemas operativos, el ancla de confianza  consiste en un conjunto de certificados X.509 de autoridades de certificación que vienen preinstalados con el sistema operativo, o está integrado en una aplicación (como un navegador web). De esta forma, el usuario confía, en última instancia, en la organización o persona proveedora de esta lista de certificados raíz.